# Liste de points extrêmes de la Slovaquie
Voici une liste de points extrêmes de la Slovaquie.

## Latitude et longitude
| Oravská Polhora Patince Nová Sedlica Záhorská Ves Gerlachovský štít |

- Nord : Oravská Polhora, région de Žilina 49° 36′ 50″ N, 19° 26′ 55″ E
- Sud : Patince, région de Nitra 47° 43′ 52″ N, 18° 17′ 25″ E
- Est : Nová Sedlica, région de Prešov 49° 05′ 06″ N, 22° 33′ 33″ E
- Ouest : Záhorská Ves, région de Bratislava 48° 22′ 50″ N, 16° 50′ 00″ E

## Altitude
- Maximum : Gerlachovský štít, région de Prešov, 2 655 m 49° 09′ 50″ N, 20° 07′ 59″ E
- Minimum : Klin nad Bodrogom, région de Košice, 94 m